# Mario Ledesma
Mario Ezequiel Ledesma Arocena (Buenos Aires, 17 maggio 1973) è un ex rugbista a 15 e allenatore di rugby a 15 argentino, in carriera agonistica tallonatore e dal 2018 al 2022 tecnico della nazionale Argentina.

## Biografia
Ledesma è cresciuto nel club di Buenos Aires del Curupaytí, con il quale ha anche disputato il campionato provinciale dell'Unión de Rugby de Buenos Aires; esordì in Nazionale argentina nel 1996 nel corso del Panamericano di quell'anno, e disputò e vinse un anno più tardi il Sudamericano 1997.
Prese parte poi alla Coppa del Mondo di rugby 1999 in Galles disputandovi 5 incontri e uscendo ai quarti di finale; nel 2000 passò professionista e firmò per i francesi del Narbona, con i quali esordì nella Challenge Cup 2000-01 giungendovi fino alla finale, e in campionato nella stagione successiva; nel 2002 divenne capitano del club.
Prese quindi parte alla Coppa del Mondo di rugby 2003 in Australia e nella stagione successiva si trasferì al Castres.
Nel 2005 infine fu ingaggiato dal Montferrand (poi Clermont-Auvergne); oltre alla vittoria in Challenge Cup 2006-07 Ledesma vanta con il club gialloblu tre finali consecutive di campionato, tutte e tre perse (nel 2007 contro lo Stade français, nel 2008 contro il Tolosa e infine nel 2009 contro il Perpignano).
Ha preso, inoltre, parte alla Coppa del Mondo di rugby 2007, la sua terza consecutiva, nella quale l'Argentina si è classificata al terzo posto assoluto.
Vanta, infine, diversi inviti nei Barbarians, il primo dei quali nel 2002 in occasione di un incontro con il Sudafrica e Coppa del Mondo di rugby 2011.
Ledesma è anche editorialista per ESPN Deportes, filiale ispanofona della popolare testata sportiva ESPN.
Come allenatore ha condotto l'Argentina alla prima storica vittoria sugli All Blacks (14 novembre 2020).

## Palmarès

### Giocatore
- Campionati sudamericani: 3
Argentina: 1997, 1998, 2006
- Campionati francesi: 1
Clermont: 2009-10
- Challenge Cup: 1
Clermont: 2006-07